# Красіков Вадим Миколайович
Вадим Миколайович Красіков (народився 10 серпня 1965 селі Кенестобе Чимкентської області Казахської РСР) — офіцер російських спецслужб, засуджений у Німеччині до довічного ув'язнення за вбивство Зелімхана Хангошвілі на території Німеччини у 2019 році. Діяв під ім'ям Вадим Соколов.
1 серпня 2024 року повернувся до Росії після міжнародного обміну ув'язненими.

## Життєпис
Вадим Красіков народився 10 серпня 1965 року в селі Кенестобе Казахської РСР, служив у військах спеціального призначення, жив в Іркутську та в Москві, був двічі одружений, у нього троє дітей. Ветеран афганської війни.
За заявою The Wall Street Journal, західні розвідки припускали, що Красіков був особистим охоронцем Путіна, імовірно їх зв'язки сягають того часу, коли Путін був заступником мера Санкт-Петербурга. Вони разом відвідували стрільбище.
Друга дружина Красікова Катерина Александрова народилася в Харкові, її родичі, які проживають в Україні, надали слідству ряд фотографій, які сприяли впізнанню Красікова, а чоловік її сестри виступив у Берліні на суді. Він заявив, що Красіков справляв враження військового, його дружина нібито бачила у нього посвідчення співробітника російської ФСТ, нібито кілька років тому він отримав звання полковника.
У 2014 році Красіков був заявлений російською поліцією в розшук через Інтерпол як підозрюваний у причетності до вбивства; у 2015 році розшуковий ордер був відкликаний, проте фотографія Красікова збереглася в базі даних Інтерполу і також послужила його впізнанню. Згідно з інформацією незалежних розслідувачів, приводом для розшуку стало вбивство підприємця Альберта Назранова, яке відбулося в Москві 19 січня 2013 року, до якого вбивця під'їхав на велосипеді.

## Вбивства
За неперевіреними даними у 2007 році Красіков та два його спільники, чинні співробітники ФСБ, розстріляли голову товариства підприємців та міського депутата Костомукші Юрія Козлова. У 2014 році спільники були затримані. Також Красіков був основним підозрюваним у справі про вбивство підприємця Альберта Назарова з Нальчика, якого застрелили в Москві в ніч проти 19 січня 2013 року. Пізніше всі підозри щодо Красікова були зняті, через брак доказів.
У 2019 році за документами на ім'я Вадима Соколова Красіков в'їхав до Франції, звідки через Польщу перебрався до Берліна. Згідно з матеріалами суду, 23 серпня того ж року Красіков убив у Берліні чеченського польового командира Зелімхана Хангошвілі, який воював у Другій чеченській війні на боці збройних сил ЧРІ, який пізніше співпрацював зі спецслужбами Грузії й перебрався до Німеччини. Він під'їхав до нього ззаду велосипедом і тричі вистрілив у Хангошвілі, вбивши його на місці, потім викинув у води річки Шпрее пістолет і велосипед, зняв перуку і швидко переодягся. Двоє підлітків, які випадково помітили ці підозрілі дії, викликали поліцію, і Красіков був затриманий .

## Розслідування та суд
У грудні 2019 року розслідування злочину було передано до Федеральної прокуратури ФРН — як зазначає преса, це зазвичай відбувається у тих випадках, коли є підстави припускати участь у злочині спецслужб іншої держави .

7 жовтня 2020 року у Вищому земельному суді Берліна розпочався процес у цій справі, і представник Федеральної прокуратури Рональд Георг заявив про те, що вбивство було скоєно за завданням державної влади Російської Федерації. Такого ж висновку дійшов за підсумками очільник судового процесу суддя Олаф Арнольді, який при винесенні вироку 15 грудня 2021 року заявив:
Мотивами Російської Федерації були помста та відплата. Крім того, такий злочин мав стати публічним сигналом… Це не що інше, як державний тероризм .
Сам Красіков протягом процесу наполягав на тому, що справді є Вадимом Соколовим, інженером-будівельником із Брянська.

## Переговори про обмін
За даними Wall Street Journal, ще до винесення вироку Красікову, Путін просив секретаря Ради безпеки Росії Миколу Патрушева «вивчити можливість обміну ув'язненими для звільнення Красікова». Пізніше, посилаючись на джерела в урядах західних країн, видання повідомляло про залаштункові переговори, які Росія веде із Заходом, намагаючись повернути Красікова до Росії.
У липні 2022 року РФ попросила включити Вадима Красікова до списку для обміну. До цього прохання приєдналася влада США, але Німеччина не погодилася, вказавши на тяжкість злочину Красікова. У грудні 2022 року РФ намагалася обміняти Красікова на американця Пола Уілана, але безуспішно.
За даними The Wall Street Journal, чиновники кількох країн вважали, що багатостороння угода щодо обміну російських громадян, затриманих у західних країнах, на громадян західних країн, що утримуються в Росії, а також на російських дисидентів на кшталт Олексія Навального, можлива. У 2024 році в інтерв'ю Такеру Карлсону президент Росії Володимир Путін визнав бажаність обміну Красікова, заявивши, що «ця людина за патріотичними спонуканнями ліквідувала бандита в одній з європейських столиць».
На думку журналіста «BILD російською» Філіпа Пятова, Росія брала участь у переговорах між Німеччиною та США щодо обміну Красікова на Пола Вілана, Олексія Навального і журналіста Евана Гершковича. Однак ні російські, ні американські, ні німецькі офіційні особи не підтвердили факту ведення подібних переговорів; при цьому деякі засоби масової інформації США і Німеччини з посиланням на анонімні джерела повідомили про те, що такі переговори, нібито, велися, але розійшлися в оцінках того, на якій стадії ці переговори перебували, і зійшлися в тому, що остаточної згоди сторони в жодному разі не дійшли. Після оприлюднення заяви Пєвчих про те, що Навального мали обміняти на Красікова, новинне агентство «Рейтер» з посиланням на анонімне джерело в офіційних колах Росії повідомило, що Навальний і його дружина Юлія, нібито, були в курсі подібних переговорів і були згодні на обмін Олексія на Красікова, хоча сам Навальний за життя ніколи про це не заявляв і не демонстрував обізнаності щодо подібних переговорів, і його дружина також не підтвердила обставин, наведених у повідомленні «Рейтер». Пізніше видання «Politico», яке переговорило з двома високопоставленими американськими чиновниками, повідомило, що переговори щодо можливого обміну Навального на Красікова велися суто між США і Німеччиною, а Росії з цього приводу не було надіслано жодної — навіть неофіційної — пропозиції, а заява Пєвчих про затвердження якогось плану обміну не відповідає дійсності. 17 березня 2024 року Владимир Путін, відповідаючи на запитання американського журналіста, сказав, що незадовго до смерті Навального йому [Путіну] було повідомлено, що існує ідея про обмін Навального на деяких російських громадян, які утримуються у в'язницях у західних країнах, на що сам він [Путін] дав схвалення; наступного дня Дмитрій Пєсков уточнив, що будь-яких офіційних перемовин щодо цього питання не проводили та будь-якої угоди не укладали, і Путін дав згоду лише на саму ідею подібного обміну.
1 серпня 2024 року Красіков увійшов до списку на обмін ув'язнених між Росією та Заходом, у ніч на 2 серпня повернувся до Росії.

## Депортація до Росії
Німецька влада не помилувала засудженого довічно та звільненого росіянина Вадима Соколова (Красікова), його депортували з країни. Про це повідомляє німецьке видання Die Welt. Відповідно до законодавства ФРН, помилування при довічному тюремному терміні може бути здійснено лише в тому випадку, якщо засуджений провів в ув'язненні не менше 15 років. Видання зазначає, що росіянина міг помилувати федеральний президент Франк-Вальтер Штайнмаєр⁣, але в канцелярії розповіли, що він не отримував такого прохання, тому уряд вибрав варіант з депортацією.
Красіков був депортований за рішенням імміграційної служби міста Нижній Баварії, де він відбував термін. Федеральний генпрокурор висловився проти звільнення громадянина РФ, але Мін'юст ФРН вплинув на підсумкове рішення.

## Зв'язок із ФСБ
Зі спільного розслідування «The Insider», «Bellingcat» і «Der Spiegel» випливає, що Красіков служив у спецназі ФСБ «Вимпел» і разом з двома напарниками по спецпідрозділу брав участь як мінімум у двох вбивствах на замовлення в Росії .
2 серпня 2024 року Кремль визнав службу Красікова у ФСБ Росії. Як повідомив Дмитро Пєсков, Красіков служив у підрозділі «Альфа» з охоронцями Путіна.